# Les Allumés
Les Allumés (Spaced) est une série télévisée britannique écrite et interprétée par Simon Pegg et Jessica Stevenson et réalisée par Edgar Wright. Elle se caractérise par ses nombreuses références à la culture populaire ainsi que par ses aspects quelquefois surréalistes. Deux saisons de sept épisodes chacune ont été diffusées en 1999 et en 2001 sur la chaîne anglaise Channel 4.

## Synopsis
Tim Bisley (Pegg) et Daisy Steiner (Stevenson) sont deux jeunes paumés d'environ vingt ans qui se sont rencontrés par inadvertance dans un café. Tim est un dessinateur de comics qui ne se résout pas à montrer ses dessins de peur d’être ridiculisé. Largué par l’amour de sa vie, Sarah, il se retrouve à la rue, son maigre salaire de vendeur de comics comme seul revenu. Daisy est une jeune auteure, mais ne se décide pas à écrire, poussée constamment à la paresse et à des conversations stériles. Sa vocation ressemble plus à une couverture, idéal prétexte à l’oisiveté.
Décidant à eux deux de s'en sortir, ils se font passer pour un couple « honnêtement » rémunéré auprès d'une loueuse, Marsha Klein (Julia Deakin). Ils se retrouvent logés dans une pension au 23 Meteor Street. Y vit aussi Brian Topp (Mark Heap), un artiste conceptuel et excentrique qui ne trouve son inspiration que dans la rage, le désespoir et l'agression. Le meilleur ami de Tim, Mike Watt (Nick Frost), et la meilleure amie de Daisy, Twist Morgan (Katy Carmichael), leur rendent visite fréquemment.
La série les suit dans leur existence colorée et surréaliste alors qu'ils essayent de trouver un sens à cette vie mais surtout à tuer le temps de manière souvent peu productive.

## Distribution

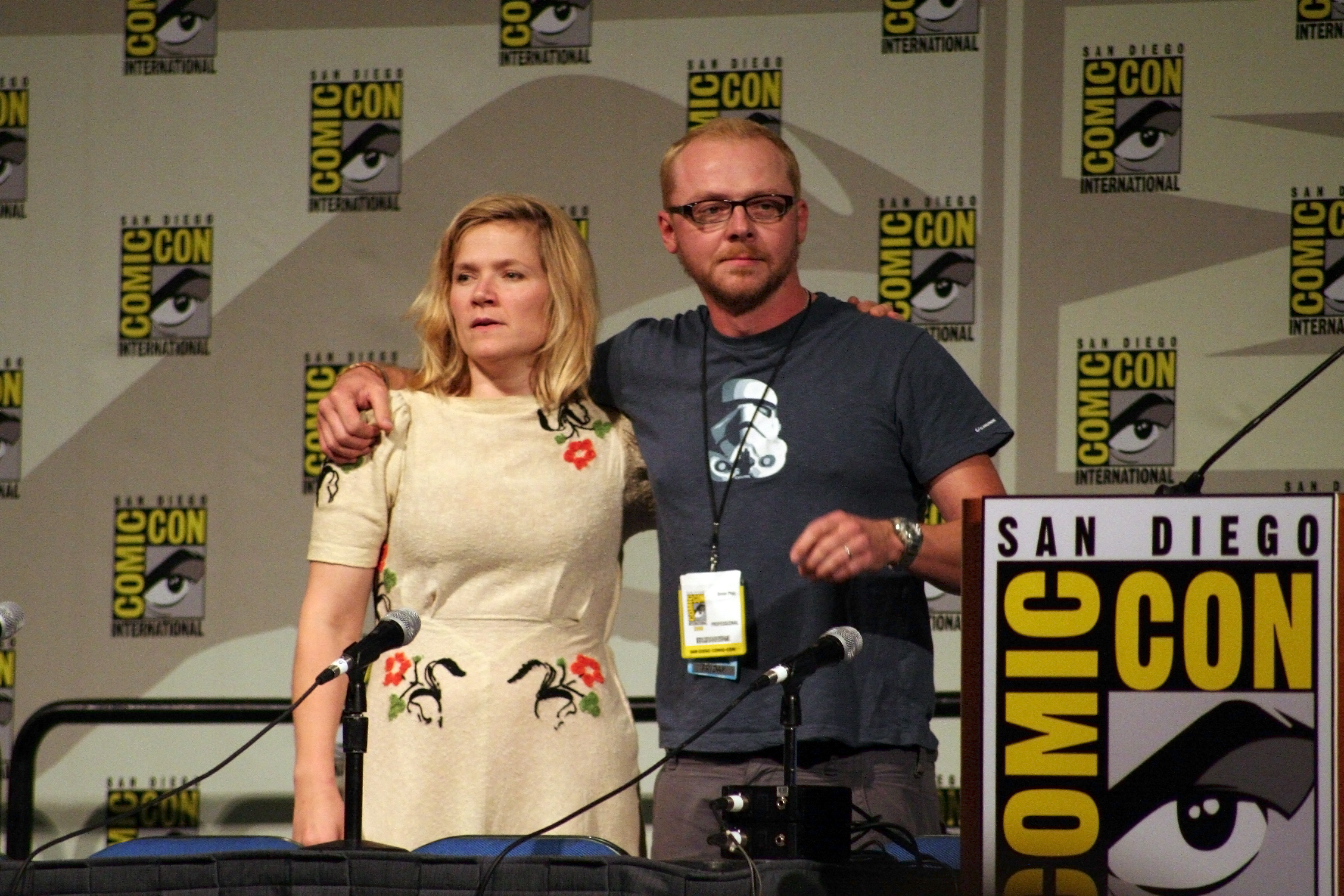
Les co-créateurs et acteurs principaux Simon Pegg et Jessica Stevenson au Comic-Con de San Diego 2008.

| Acteur               | Rôle          |
| -------------------- | ------------- |
| Simon Pegg           | Tim Bisley    |
| Jessica Stevenson    | Daisy Steiner |
| Julia Deakin         | Marsha Klein  |
| Mark Heap            | Brian Topp    |
| Nick Frost           | Mike Watt     |
| Katy Carmichael (en) | Twist Morgan  |

## Principaux personnages
- Tim Bisley (Simon Pegg) : Tim, rarement vu sans son skateboard, son bonnet marron ou sa manette de Playstation, voudrait devenir dessinateur de comics. C'est un geek passionné de science-fiction dans toutes ses formes, jeux vidéo, comics… Mais il est surtout un fan inconditionnel de la trilogie originelle Star Wars. Il est plutôt ronchon et très susceptible, surtout après que sa petite amie Sarah a brisé son cœur et l'a trompé avec son ami Duane Benzie (Peter Serafinowicz). Durant la première saison, il dessine et écrit un comic à propos d'un jeune orphelin transformé par inadvertance en ours géant mutant à la suite des expériences du « Doktor Mandrake » qui est maintenant à sa recherche pour pouvoir le dupliquer. Tim n'a jamais vraiment essayé de vendre son travail car il a trop peur que les gens se moquent de lui depuis son expérience avec un grand producteur de comics. Un accident durant son enfance a créé chez lui une phobie des chiens, de la foudre et des bambous. Il travaille comme assistant de Bilbo Bagshot (Bill Bailey) dans une boutique de comics, « Fantasy Bazaar ». En parfait geek, il dort avec une figurine de Gillian Anderson, l’actrice de X-Files et est obsédé par le personnage de Buffy qui apparait souvent dans ses rêves.
- Daisy Steiner (Jessica Stevenson) : cette jeune femme se présente comme journaliste, mais n’a en réalité écrit que quelques articles sans importance pour des revues de mode, et se mettre au travail provoque chez elle un sommeil profond. Au début de la série, elle quitte un squat afin de trouver son propre appartement. C'est alors qu'elle emménage avec Tim, faisant croire à la propriétaire qu'elle forme un parfait petit couple avec son nouvel ami et leur chien, Colin.
- Brian Topp (Mark Heap) : jeune artiste sensible, Brian travaille dans son appartement, expérimentant des sentiments divers et variés sur ses toiles. Calme et timide, il fait croire à ses parents qu’il est avocat. Amoureux de Twist, il prend conscience que l’amour lui ôte toute inspiration et créativité.
- Twist Morgan (Katy Carmichael (en)) : meilleure amie de Daisy, Twist est l’archétype de la fille coquette qui se préoccupe beaucoup de son physique. Elle adore la mode et, pour rester en contact avec des vêtements, travaille dans un pressing. Twist vit une relation passionnée avec Brian malgré leurs caractères opposés.
- Marsha Klein (Julia Deakin) : logeuse et propriétaire de la maison occupée par Tim et Daisy. Ses deux accessoires fétiches sont la cigarette et le verre de vin rouge, un dans chaque main. Elle vit seule avec sa fille Amber, adolescente caractérielle, fugueuse occasionnelle qui reste inconnue du spectateur. Marsha est une femme en manque d’affection qui se tourne vers Brian et tentera de le séduire plus d’une fois. Mike devient également une de ses proies quand elle propose de l’héberger quelque temps. Amie de Tim et de Daisy, elle apprendra tardivement qu’ils sont en réalité un faux couple (alors que les autres locataires connaissent la vérité) et il faudra déployer l’artillerie lourde c'est-à-dire un tank, une banderole d’excuse et la chanson Back for good des Take That en bande son pour qu’elle leur pardonne.
- Mike Watt (Nick Frost) : Meilleur ami de Tim, fidèle et dévoué, Mike symbolise l’amitié et la franche camaraderie. Fan inconditionnel de guerre en tout genre et d’armes à feu, il est capable de protéger Tim contre vents et marées. Mike a tenté un jour d’envahir Paris aux commandes d’un tank, une expérience qui lui ôte sa place dans l’Armée de Terre. Un problème de rétine lui avait déjà retiré tout espoir d’intégrer l’armée dans sa jeunesse. Il occupe son temps à jouer aux robots de la guerre, à mimer des combats virtuels avec Tim. Vêtu d’un habit de camouflage, il maîtrise parfaitement les armes à feu.

## Particularités et humour
Spaced est une série qui foisonne de références, nourrie de la culture des années 1990 entre télé, cinéma, jeux vidéo et musique. Une culture populaire donc qui se traduit par des échos surréalistes de Matrix (les méchants dans l’épisode 1 saison 2 dans lequel Daisy est soupçonnée de détenir des informations top secrètes) au jeu vidéo Tekken 3 (les scènes de combats mimées par Tim et Mike) en passant par le Manhattan de Woody Allen (voix off de Daisy quand elle rentre d’Asie dans l’épisode 1 de la saison 2). 
La réalisation est empreinte d’humour et de vivacité. Les séquences flash back, au ralenti, accélérées ou les moments de rêves font de cette série, qui ne se prend jamais au sérieux, une véritable source de bonne humeur. 
Les acteurs font partie de la nouvelle scène comique « made in Britain » où l’on retrouve des guest-stars telles que Bill Bailey (Bilbo le patron de Tim) alias Manny Bianco dans Black Books mais aussi Duane Benzie (Peter Serafinowicz) qui apparait également dans Shaun of the Dead et Black Books.
Edgar Wright tourne la série comme un vrai réalisateur de film. Le rythme saccadé, musical aux allures de jeux vidéo se retrouve dans ses autres œuvres (Shaun of the Dead ou Hot Fuzz). Cette manière de filmer et l’humour qui en découle deviennent sa marque de fabrique.